# Tempête Martin
Pour les articles homonymes, voir Tempête (homonymie) et Martin.
La tempête Martin, nommée par l'institut de météorologie allemand, est une tempête synoptique hivernale à caractère explosif qui a touché l'Europe de l'Ouest, la seconde tempête de fin décembre 1999. Abordant le littoral quelques heures après la tempête Lothar, au soir du 27 décembre 1999, Martin a principalement touché une large moitié sud de la France ainsi que les régions les plus septentrionales de l'Espagne et de l'Italie. Les tempêtes Lothar et Martin, considérées comme exceptionnelles par leur intensité sont souvent confondues et désignées sous le nom de « tempête du siècle » (au singulier) dans certains média.
Parmi les régions les plus touchées par ce second cyclone extratropical, le sud-ouest de la France dont le département de la Charente-Maritime, où 13 personnes trouvent la mort à cause de la tempête.
Les rafales les plus violentes furent relevées à Mandelieu (Alpes-Maritimes) à 205 km/h,, sur l'île d'Oléron (au moins 198 km/h, les mesures exactes demeurant inconnues, l'anémomètre du phare de Chassiron ayant été bloqué à son maximum) et à Royan (194 km/h). La puissance de cette tempête l'a fait comparer à un ouragan (vents de force 12 sur l'échelle de Beaufort, équivalentes à un cyclone de force 2 sur l'échelle de Saffir-Simpson). 
Cependant, par sa structure même, Martin n'était en rien un cyclone tropical, mais une tempête hivernale particulièrement puissante appelée « bombe » par les météorologistes,.

## Contexte météorologique

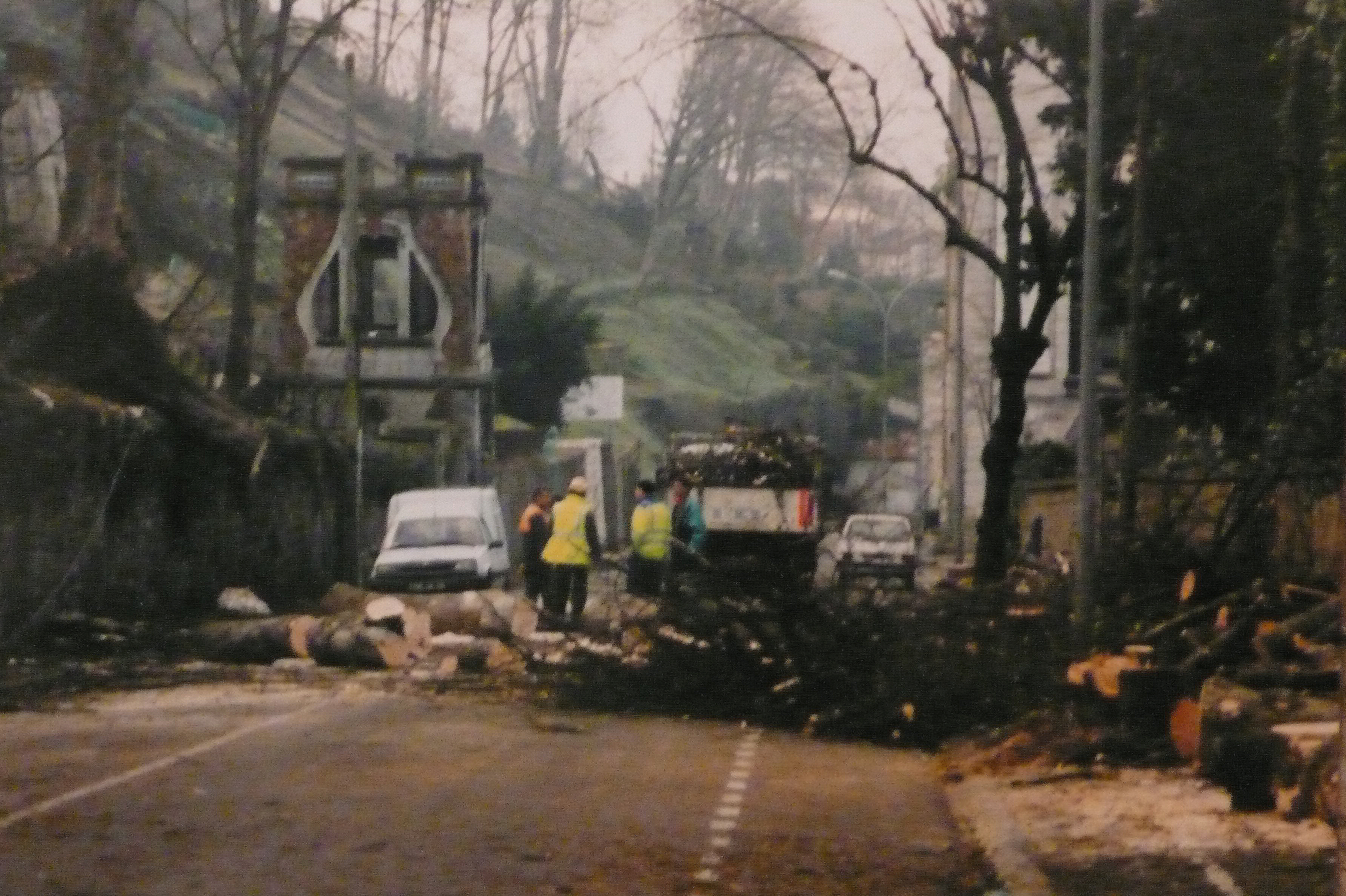
Dégâts à Angoulême, préfecture de la Charente, au matin du 28 décembre 1999.

Quelques heures après le passage dévastateur de la tempête Lothar sur le nord de l'Europe, une nouvelle dépression se creuse sur l'Atlantique-Nord. La chute brutale des pressions au cœur de celle-ci indique l'émergence d'une nouvelle tempête de type « bombe » susceptible de causer des dégâts au moins aussi importants que celle que l'Europe vient de connaître quelques heures plus tôt. Les services de Météo-France émettent une nouvelle alerte le 27 décembre à 9 heures 03, dont le communiqué est ainsi rédigé :
« Une nouvelle dépression se creuse actuellement sur le proche Atlantique et abordera le golfe de Gascogne en fin d'après-midi. Elle se décalera rapidement dans la nuit vers l'est en longeant le 45e déplaçant la tempête des côtes atlantiques vers la Méditerranée. Le vent d'abord au secteur ouest tournera rapidement au nord-ouest et c'est à ce moment qu'il sera le plus fort. Des rafales entre 100 et 130 km/h sont attendues sur l'ensemble des régions concernées par l'Alarme. Des pointes jusqu'à 150 km/h sont même possibles par endroits. Les vents moyens seront également soutenus entre 60 et 80 km/h, même à l'intérieur des terres. »
Le 27 décembre à midi, la dépression se situe au large de la Bretagne, progressant à une vitesse de quelque 100 kilomètres à l'heure sur un axe d'Ouest en Est. Dans les heures suivantes, les vents se renforcent sur les côtes vendéennes, tournant au secteur Nord-Ouest en Bretagne et Ouest sur le littoral atlantique. Le cœur de la tempête atteint le littoral au niveau de l'estuaire de la Loire (pointe de Chémoulin) au cours de la soirée, tandis que la pression en son centre n'est alors que de 963 hectopascals. Les rafales les plus violentes ravagent les régions situées plus au sud, atteignant des valeurs équivalentes à celles d'un cyclone tropical (205 kilomètres à l'heure en certains points du littoral charentais). En altitude, le radiosondage effectué par Météo-France à Brest le 27 décembre à 00 h UTC enregistre un courant-jet soufflant à la vitesse exceptionnelle de 529 kilomètres à l'heure, vers 8 000 m.
Parallèlement, les régions situées au nord subissent l'influence d'un courant froid provoquant des chutes de neige tenant au sol. Les plus significatives ont lieu sur la Bretagne, la Normandie et une partie du Bassin parisien. Ce phénomène s'explique par la circulation des vents autour d'une dépression qui est dans un sens inverse à celui des aiguilles d'une montre, provoquant une circulation d'air froid sur les régions septentrionales, tandis que le sud bénéficie dans le même temps de températures relativement douces.
Le 28 décembre au matin, le cœur de la tempête a déjà parcouru des centaines de kilomètres à travers les terres, se situant non loin de la ville de Venise. Bien que la dépression ait déjà commencé à se combler, les pressions en son centre sont toujours de l'ordre de 976 hectopascals.

## Déroulement des intempéries
Les premières rafales de vent atteignent les côtes bretonnes et vendéennes dans l'après-midi du 27 décembre 1999. Quelques heures plus tard, de violentes bourrasques balaient les îles de Ré et d'Oléron, tandis que des vents dont la force est comparable à celle d'un ouragan dévastent les côtes charentaises et aquitaines en cours de soirée.
À La Rochelle, les rafales atteignent les 150 kilomètres à l'heure, provoquant de nombreux dégâts matériels, estimés par la suite à 82 millions de Francs. Toitures arrachées, bateaux renversés, 7 000 arbres déracinés, édifices publics et mobilier urbain endommagés témoignent de la violence des éléments. 
Dans la grande salle de l'hôtel de ville, une centaine de lits sont installés par l'armée pour accueillir des personnes sinistrées. Parmi les témoins des événements de La Rochelle, l'ancienne ministre Corinne Lepage indique dans une entrevue parue ultérieurement dans un journal local :
« C'était un spectacle de désolation : il n'y avait personne dans les rues, des arbres en travers partout, des cabines téléphoniques qui valsaient, je ne sais pas comment j'ai fait pour rejoindre le commissariat de police sur la place de Verdun »
Vers 19 heures 30, le trafic ferroviaire est interrompu dans le département de la Charente-Maritime. Plusieurs centaines de personnes sont bloquées en gare de La Rochelle et de Saintes.
Plusieurs localités du département sont sinistrées, tant du fait des destructions dues aux rafales de vent ou aux chutes d'arbres, que des inondations qui frappent une partie du littoral.
Dans la région de Royan, la forêt domaniale de la Coubre, composée en majorité de pins maritimes, est en partie détruite, tandis que plusieurs infrastructures du zoo de la Palmyre sont endommagées.
Dans les heures qui suivent, une partie du département est privée d'électricité. 
En Gironde, la centrale nucléaire du Blayais est partiellement inondée, obligeant l'Institut de protection et de sûreté nucléaire à enclencher une alerte de niveau 2. 
Dans le même temps, la ligne à haute-tension reliant la centrale au reste du réseau est arrachée par les bourrasques.
Dans ce dernier département, le Médoc est victime de nombreuses chutes d'arbres. À Bordeaux, la Garonne en crue inonde les quais, tandis que les pompiers effectuent de nombreuses interventions. Plusieurs monuments et infrastructures publiques sont endommagés, le trafic ferroviaire et routier est interrompu, de même que le trafic aérien. À Toulouse, plusieurs trains à destination de Bordeaux sont arrêtés en gare de Matabiau.
Dans le Limousin, les dégâts sur les lignes électriques provoquent de nombreuses coupures d'électricité. Dans le Puy-de-Dôme, des rafales de près de 150 kilomètres à l'heure provoquent l'effondrement d'une partie de la tour de contrôle de l'aéroport de Clermont-Ferrand.
Le lendemain, 28 décembre, le premier ministre Lionel Jospin se rend sur des lieux sinistrés, en particulier à La Rochelle. Des arrêtés préfectoraux imposent des restrictions sur l'achat de l'eau minérale, l'eau courante étant coupée à cause des intempéries. Les forces armées sont mises à contribution afin de rétablir les infrastructures.
Au soir de ce même jour, le président de la République Jacques Chirac intervient à la télévision :
« Au nom de la nation tout entière, je voudrais exprimer, à toutes celles et à tous ceux qui souffrent, sympathie et compassion »
Au cours de cette même intervention, il indique que « la solidarité nationale joue et jouera en faveur de tous ceux qui en ont besoin ».
Le 29 décembre, une première aide gouvernementale de 140 millions de Francs est débloquée.

## Victimes
La tempête Martin laisse derrière elle 30 morts, dont 27 en France. Parmi ces derniers, 13 sont originaires du département de la Charente-Maritime, 8 de celui de la Charente, trois du département de la Gironde, deux de celui de la Dordogne et une du département des Landes.

## Dommages matériels
La tempête dévaste 238 000 hectares de forêt, dont près de 40 000 hectares dans le Médoc. Près de 30 % de la forêt landaise sont endommagés.
À la suite du passage de la tempête, environ 1 433 000 foyers sont privés d'électricité, tandis que 170 000 personnes sont privées de téléphone.
Le bilan économique de la tempête Martin approche quatre milliards d'euros de dégâts. Les dommages répertoriés touchent principalement les bâtiments, les infrastructures, le réseau électrique, tandis que plusieurs monuments historiques sont endommagés à des degrés divers.

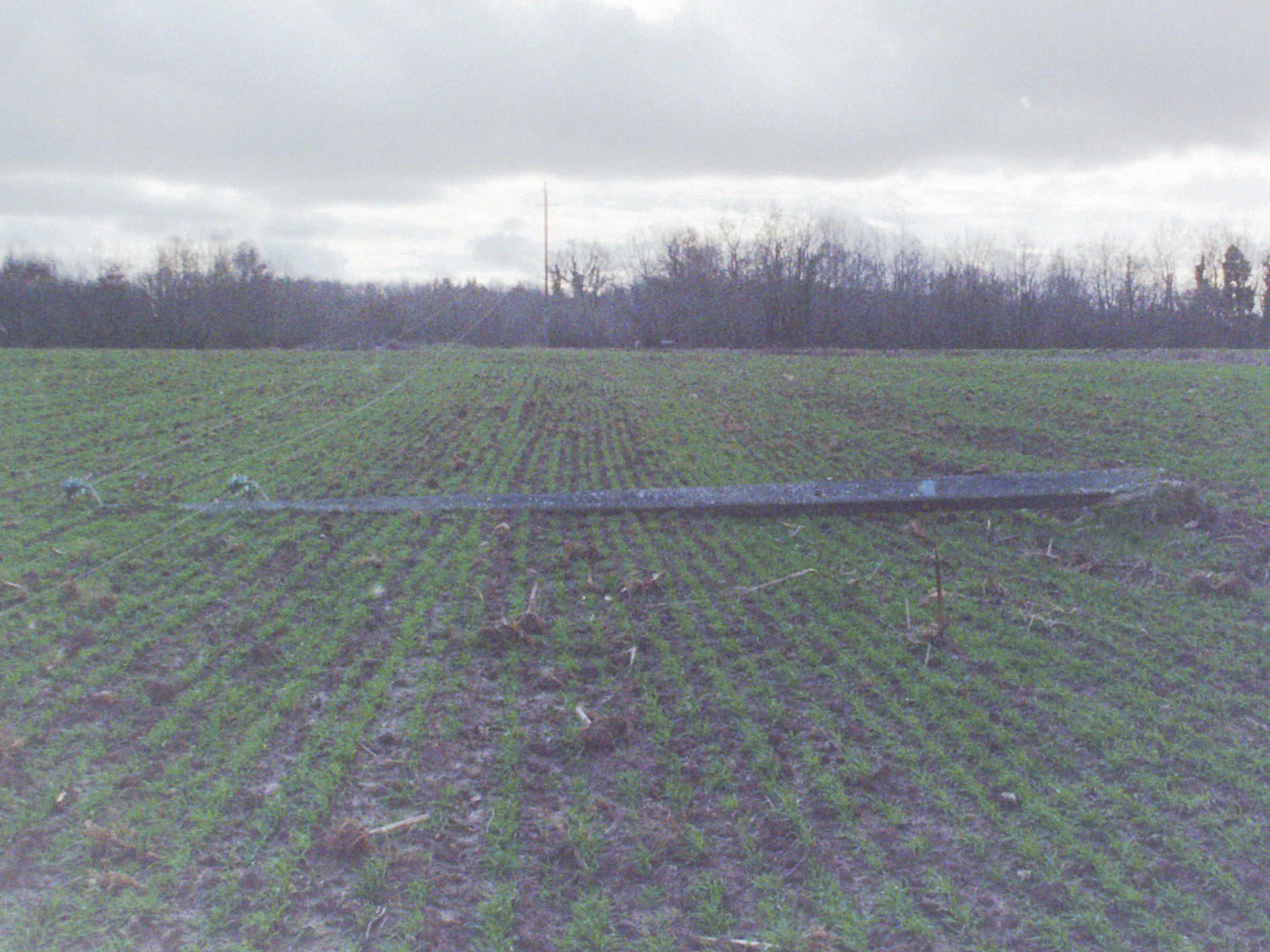
Pylône électrique abattu sur la commune de Javerlhac-et-la-Chapelle-Saint-Robert.
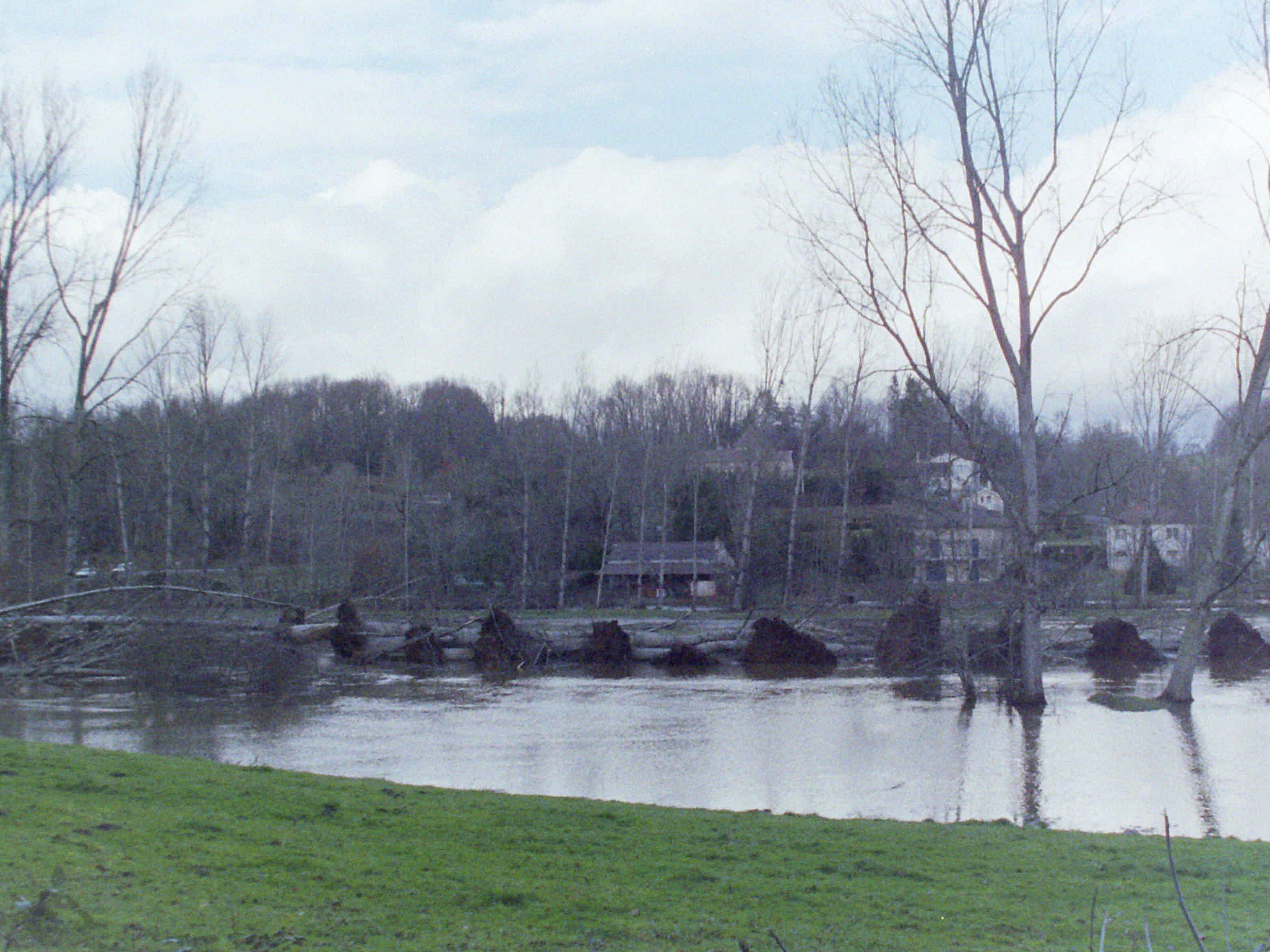
Peupliers arrachés au bord du Bandiat à  Javerlhac-et-la-Chapelle-Saint-Robert.